# Villa Maritza

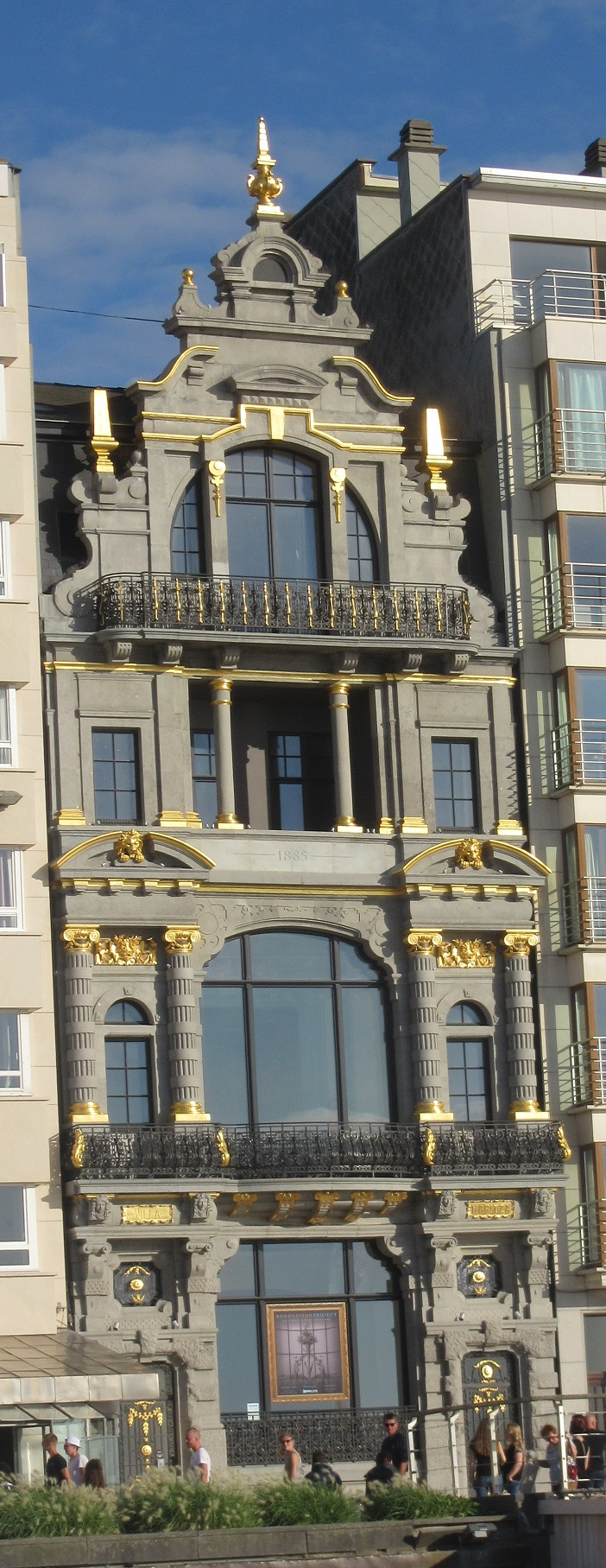
Villa Maritza in Oostende

Villa Maritza werd in het jaar 1885 gebouwd naar een ontwerp van architect Antoine Dujardin, in opdracht van een industrieel uit Anderlecht. Het bevindt zich op de zeedijk (Albert I-Promenade 76) van de Belgische stad Oostende. Het is een der laatste overgebleven restanten van de architectuur op de zeedijk uit de belle-époqueperiode. Antoine Dujardin (1848-1933) was een der meest markante architecten uit de Tweede Eclectische Periode en architect van een groot aantal luxevilla's op de Oostendse zeedijk en aanpalende straten.

## Geschiedenis
In het jaar 1885 heette het Villa Rosenda. Rond de eeuwwisseling (1902-1905) was Georges Marquet, uitbater van het casino, eigenaar van de villa en heeft het interieur opnieuw ingericht.
Het gelijkvloers diende voor ontvangst van gasten. De eigenlijke woonvertrekken bevonden zich op de tweede en derde verdieping.
Het huis is in eclectische stijl ingericht. De gevel is sterk eclectisch. De benedenverdieping is neo-Italiaans renaissancistisch, de eerste verdieping is in neobaroktrant en de tweede neoclassicistisch. Op de tweede verdieping zijn er drie traveeën: twee zijtraveeën en één brede middentravee. De zolderverdieping met topgevel in arduinen bekleding is geflankeerd door voluten en obelisken in neo-Vlaamse renaissancestijl.
Achteraan het gebouw bevindt zich er een groot brandglas. Van 1950 tot 1980 bewoonden notaris en mevr. Lacourt de villa en gaven het de nieuwe naam, waarna de villa een paar jaar leeg stond, met sloop bedreigd werd, en tot slot verkocht werd aan de Vlaamse Gemeenschap. Op 24 september 1996 werd het gebouw geklasseerd als beschermd monument. Van 1986 tot 2011 was Villa Maritza een restaurant. Boven had de Vlaamse Gemeenschap er enkele burelen.
Het gebouw werd in 2012 gekocht door de aannemer Bart Versluys in een non-profit-renovatieproject ter ondersteuning van het cultureel erfgoed van Oostende. Zowel de voorgevel als de binnenhuisinrichting werd gerenoveerd. Na de renovatiewerken werd de villa te koop aangeboden voor 2,5 miljoen euro.
1. ↑  Eerst wilden ze villa maritza nog slopen nu kost de oostendse penthouse 2 5 miljoen euro. www.demorgen.be. Geraadpleegd op 1 september 2023.